# De Hoop (Waspik)
De Hoop is de naam van een voormalige korenmolen te Waspik.

## Geschiedenis
In Waspik was er pas vrij laat sprake van een korenmolen. Eerst in 1700 werd toestemming verleend voor het oprichten van een standerdmolen met dat doel. Deze bevond zich aan de Stadhoudersdijk. In 1851 werd ze gesloopt en vervangen door een ronde stenen stellingmolen die zich bevond aan de Benedenkerkstraat. In het molenhuis werd tevens een herberg gedreven. De molen werd in 1856 zwaar beschadigd door storm.
In 1909 werd de molen verbouwd tot graan- en schorsmolen. Het laatste ten behoeve van de vele leerlooierijen in de omgeving. De reeds aanwezige petroleummotor werd door een elektromotor vervangen. In 1912 werd de molen verkocht en aldus werd er ook een inrichting aan verbonden zodat ze tevens als houtzaagmolen kon dienen. In 1921 werd de molen opnieuw door een storm beschadigd, en in 1923 verwoestte een brand het bovenste gedeelte van de molen. De brand moet een spectaculair gezicht zijn geweest: de molen leek net een vuurspuwende berg, zo meldden ooggetuigen. Kap en wieken verdwenen, en de molen werd slechts gedeeltelijk herbouwd.
Het molenaarsbedrijf ontwikkelde zich tot een industrieel maalbedrijf en veevoederbedrijf, A. Van Gorp-Teurlings. Omstreeks 1955 werd de molenromp nog als graansilo voor het bedrijf in gebruik genomen. De fabriek is uiteindelijk naar het bedrijventerrein te Waalwijk verhuisd. De onttakelde romp maakte onderdeel van dit bedrijf uit. Na de verhuizing ervan werden de bedrijfsgebouwen gesloopt, maar de molenromp en de bijbehorende molenschuur zijn blijven staan. Op het terrein komen woningen, maar de bewoners daarvan wilden de molen, alsmede de molenaarswoning en een bijbehorend pakhuis, in de oorspronkelijke staat herstellen. In 2009 namen de werkzaamheden een aanvang. In 2010 kreeg de romp de status van gemeentelijk monument. Op 23 juni 2013 is de molen officieel heropend na een grondige restauratie.
Tijdens de ontmanteling van de molenromp kwamen de kruisplaten tevoorschijn van de voormalige standerdmolen. Ze bleken verwerkt te zijn in haar opvolger, eerst ter ondersteuning van het windkrachtgedreven maalwerk, later ter ondersteuning van de mechanische walsen.

## Gebouw
Met een hoogte van 35 meter was deze molen een van de hoogste stellingmolens van Noord-Brabant. Er waren zeven zolders in aanwezig.

## Externe bron
- Database verdwenen molens
- Idem, de standerdmolen
- Heemkundekring, met geschiedenis van de molen
- Westbrabants molenbezit[dode link]